# زورخانه وحدت بروجرد
زورخانه وحدت یک مکان ورزشی در شهر بروجرد است. این زورخانه در پارک وحدت در خیابان وحدت (دکتر زرین کوب) در منطقه مرکزی و نزدیک به بازار بزرگ بروجرد قرار دارد. زورخانه وحدت توسط شهرداری بروجرد تأسیس و بهره برداری شده‌است. 

## فعالیت ها
زورخانه وحدت میزبان ورزشکاران ورزش زورخانه ای، کشتی گیران و نیز مکانی برای برپایی برخی برنامه‌های فرهنگی و مناسبتی است. در سال ۱۳۹۴ خانه کشتی بروجرد در همین محل آماده سازی و تجهیز شده‌است. 

## ساختمان
این زورخانه از نظر وسعت فضا و نوع گنبد آن از فضاهای زورخانه ای قابل توجه به حساب می آید. علاوه بر سرویس‌های بهداشتی و رختکن، یک سالن تمرین کشتی نیز به ضلع شرقی مجموعه افزوده شده‌است.

## تزئینات
در سالن اصلی زورخانه وحدت نقاشی بزرگی موسوم به رستم و سهراب ترسیم شده‌است. این اثر توسط فانی زاده نقاش بروجردی پدید آمده است. 